# Léopard de bronze
Le Léopard de bronze est une récompense décernée de façon ponctuelle par le jury du Festival international du film de Locarno.

## Palmarès
- En 1980 : Extérieur, nuit de Jacques Bral  France
- En 1990 : Reise der Hoffnung de Xavier Koller  Suisse
- En 1993 : Travolta et moi de Patricia Mazuy, téléfilm de la série d'Arte Tous les garçons et les filles de leur âge  France[1]
- En 1996 : Nénette et Boni de Claire Denis  France Le prix est remis à Grégoire Colin et Valéria Bruni-Tedeschi pour leur interprétation[2].
- En 1997 : Gadjo Dilo de Tony Gatlif  France
- En 2000 : Roland Düringer, Josef Hader et Joachim Bissmeier  pour Le Braquage (Der Überfall) de Florian Flicker  Autriche
- En 2005 : Patrick Drolet pour La Neuvaine de Bernard Émond  Canada